# Gemma Ward
Pour les articles homonymes, voir Ward.
Gemma Ward, née le 3 novembre 1987, est une mannequin et actrice australienne. Elle a lancé le mouvement baby-doll avec son visage de poupée. Gemma Ward est considérée comme l'un des mannequins les plus influents.

## Biographie

### Enfance
Gemma est née à Perth en Australie. Elle grandit aux côtés de son père médecin, Gary, et de sa mère Claire. Sa sœur aînée, Sophie, est aussi mannequin. Elle a également deux jeunes frères jumeaux.

### Carrière
Elle est découverte en 2002, à l'âge de quatorze ans. Sa sœur Sophie l'encourage à participer à l'émission de télévision Search For A Supermodel. Bien qu'elle ne remporte pas la finale, l'agence Vivien's Model lui fait rapidement signer un contrat.
Au même moment, la jeune fille est repérée par le talent scout David Cunningham d'IMG New York.

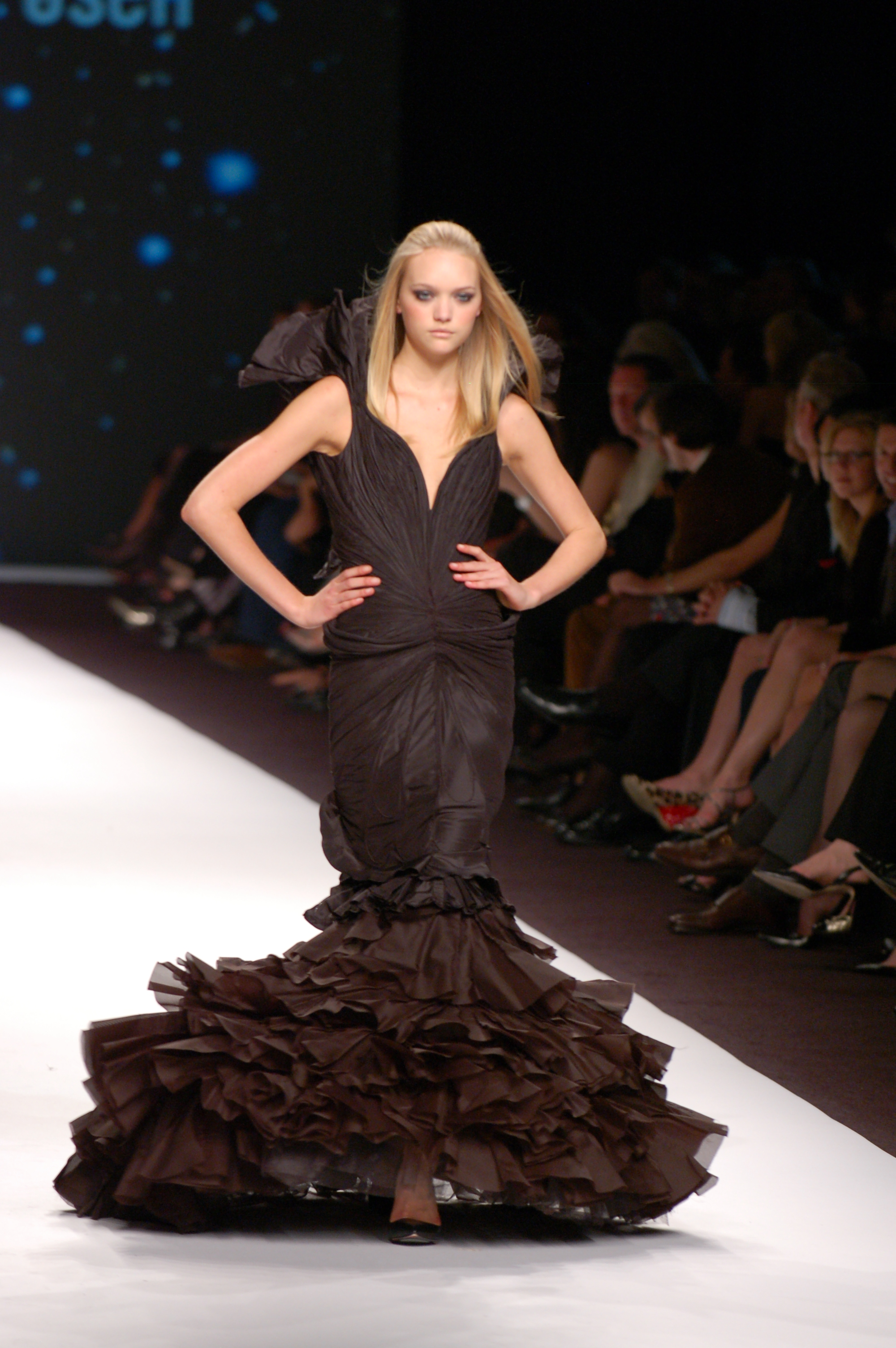
Gemma Ward en 2007

Elle devient alors le fer de lance du mouvement baby-doll et ouvre la voie à d'autres mannequins comme Heather Marks, Jessica Stam, ou Lily Cole.
En 2004, elle devient l'égérie du parfum Obsession Night de Calvin Klein, succédant à Kate Moss. 
Durant la saison Automne/Hiver 2004, elle défile pour les maisons de couture Vera Wang, Calvin Klein, Gucci, Dolce & Gabbana ou encore Chanel.
Elle pose en couverture du magazine Vogue Paris (février 2005), photographiée par Mario Testino. 
Toujours la même année, elle est photographiée par Patrick Demarchelier pour la couverture du Vogue China de septembre. En octobre, Gemma incarne le numéro spécial Shanghaï de Vogue Paris, toujours en collaboration avec Demarchelier, aux côtés du mannequin Du Juan. Sa fulgurante ascension lui vaut d'être classée dans le top 30 des « Mannequins des années 2000 » par le magazine.
En 2005, elle pose aux côtés de l'acteur Josh Hartnett pour le magazine Vogue, et un an plus tard, avec George Clooney pour le Vanity Fair.
En 2007, elle est le 10e mannequin le mieux payé au monde avec un salaire annuel estimé à 3 millions de dollars selon le magazine Forbes.
Au cours de sa carrière, elle a posé pour Jil Sander, Yves Saint Laurent et a défilé pour des marques prestigieuses comme Versace, Marc Jacobs, Fendi, Prada, Jean Paul Gaultier, Valentino ou encore Alexander McQueen. Elle a également fait la couverture des magazines Vogue, W, Vanity Fair et Marie Claire.
À partir de 2008, Gemma se fait de plus en plus rare sur les podiums pour revenir à sa passion première, le cinéma.
Elle tourne aux côtés de Tony Collette et de Rhys Wakefield dans le film The Black Balloon d'Elissa Down, qui est primé à la 58e édition du Festival du Film de Berlin. Gemma donne également la réplique à Liv Tyler dans le thriller The Strangers.
En 2011, elle incarne la sirène Tamara dans Pirates des Caraïbes : La Fontaine de jouvence, film d'aventure avec Johnny Depp.
En 2014, après plusieurs années d'absence sur les podiums, Gemma Ward ouvre le défilé Prada pour la collection prêt-à-porter Printemps/été 2015 durant la fashion week de Milan.

### Vie privée
Gemma Ward a fréquenté l'acteur australien Heath Ledger en 2007 quelques mois avant son décès,.
En couple avec le mannequin David Letts, elle donne naissance à une fille en décembre 2013. En janvier 2017, elle met au monde un garçon. En juin 2020, elle accueille son troisième enfant, une fille.

## Filmographie
- 2001 : Pink Pyjamas de Elissa Down : Heidi
- 2008 : The Black Balloon de Elissa Down : Jackie Masters
- 2008 : The Strangers de Bryan Bertino : Dollface/Masked Stranger
- 2011 : Pirates des Caraïbes : La Fontaine de jouvence de Rob Marshall : Tamara, une sirène